# Toshio Ōta
Toshio Ota (20 de marzo de 1919 - 21 de octubre de 1942) fue un As japonés (El término As se otorga a aquel que ha conseguido 5 o más derrotas enemigas, también conocido como Victorias) de la Marina japonesa con una cifra de 34 victorias.

## Historia
Junto con Sakai y Nishizawa, Ota realizaba misiones contra Guadalcanal desde la base de Rabaul. Como parte del famoso Trío de la Limpieza , acumuló 34 victorias contra aviones del Ejército y la Marina de los EE. UU. en los seis meses que van desde abril hasta octubre de 1942.
En agosto derribó cuatro Wildcat en una misión , pero murió en combate tres meses después.
``Sólo puedo pensar en Nishizawa y Ota como pilotos geniales´´, dijo Saburo Sakai.
``No pilotaban sus aviones , formaban parte del cero, como si estuvieran soldados con la fibra del caza; un mecanismo automático que parecía funcionar como una máquina capaz de pensar con inteligencia. Se encontraban entre los mejores pilotos japoneses... Ambos hombres eran fieles a sus funciones como pilotos de caza. Todo quedaba subordinado a su función de combate.´´